# Шеймас Гіні
Шеймас Джастін Гіні (англ. Seamus Justin Heaney, МФА: [ˈʃeɪməs ˈhiːni]), 13 квітня, 1939 — 30 серпня 2013) — ірландський англомовний письменник, поет, перекладач та викладач. Лауреат Нобелівської премії з літератури 1995 рік «за твори ліричної краси й етичної глибини, що підносять щоденні дива та оживляють минуле».

## Біографія
Гіні був старшим сином у багатодітній (9 дітей) католицькій селянській родині. Завдяки стипендіям він зміг навчатися в Сент Колемз Коледжі (St. Columb's College) в Деррі та в Королівському університеті Белфаста (Queen's University of Belfast). Завершив навчання в 1961 році із почесною відзнакою.
З 1966 року Гіні працював викладачем Белфастського університету. Як запрошений професор викладав в Університеті Берклі. З 1975 по 2013 рік мешкав у Дубліні.
Перші вірші Гіні з'вилися в лондонських та белфастських газетах, у той час, коли він працював учителем англійської мови у середній школі (1962), де директором був письменник Майкл МакЛаверті (Michael McLaverty), що познайомив Гіні з поезіями Патріка Каванаґа (Patrick Kavanagh). Вже перші поетичні збірки принесли Гіні визнання. У своїх поезіях він часто звертається до тем, пов'язаних з Ірландією, її історією, ірландськими міфами й легендами. Гіні поєднує британську й ірландську поетичну традицію. Особливо цікаві його вірші, які метафорично переосмислюють природу (вірш «Смерть натураліста»).

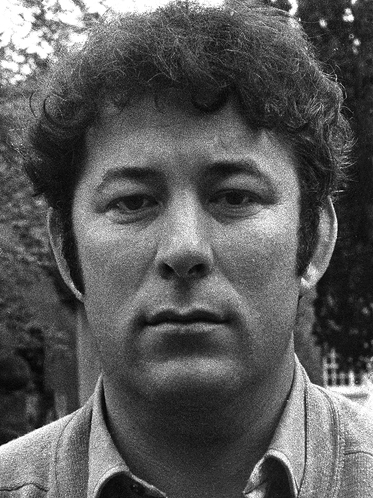
Шеймас Гіні у 1970.

У 1963 письменник став лектором в Інституті ім. Святого Джозефа (St Joseph's) після співпраці із місцевими журналами. Через Філіпа Госбаума (Philip Hobsbaum) Гіні вдалось познайомитись із белфастськими поетами — Дереком Магоном (Derek Mahon) та Майклом Лонґлі (Michael Longley). У серпні 1965 він одружився зі шкільною вчителькою Марі Девлін (Marie Devlin) — також письменицею, яка в 1994 році опублікувала збірку ірландських міфів і легенд Понад дев'ять хвиль (Over Nine Waves).
Гіні викладав певний час як запрошений лектор у Берклі. У 1971 повернувся до Королівського Коледжу. 1972 залишив викладання у Белфасті й перебрався до Дубліна й працював на посаді викладача у Керісфорт коледжі (Carysfort College). 1972 вийшла збірка Зимуючи в мандрах (Wintering Out). Впродовж наступних кількох років Гіні почав проводити читання у Ірландії, Британії та Сполучених Штатах. У 1975 Гіні видав четверту книгу, Північ (North). Він обійняв посаду голови англійської кафедри у Керісфорт коледжі 1976 року. 1981 року залишив Керісфорт щоб стати відвідуючим професором у Гарварді. Дістав два звання почесного доктора: від Королівського університету й від університету Фордгем (Fordham University) у Нью-Йорку.
Гіні обіймав посаду професора риторики та ораторського мистецтва (Boylston Professor of Rhetoric and Oratory) у Гарварді 1985—1997 й
Ralph Waldo Emerson Poet in Residence там само у 1998—2006. Одержав звання доктора літератури від Bates College. 1989 був обраний професором поезії (Professor of Poetry) у Оксфорді, посада, яку він посідав до 1994. Свій час він ділив між Ірландією й США; одночасно продовжував читання, що незмінно супроводжувались великим успіхом.
Новина про присудження Нобелівської премії у 1995 році прийшла, коли Гіні із дружиною був у Греції й ніхто, ані діти, ні репортери не могли з ним зв'язатись, щоб повідомити радісну звістку. Дізнавшись про рішення нобелівського комітету, Гіні, у відповідь на запитання про його реакцію на зарахування до ірландського пантеону поруч із Єйтсом, Бекеттом, та Шоу, відповів:

Це наче бути маленьким пагорбом біля підніжжя гірського пасма. Ти сподіваєшся колись дорости до нього. Це надзвичайно.
Оригінальний текст (англ.)
[It's like being a little foothill at the bottom of a mountain range. You hope you just live up to it. It's extraordinary.] Помилка: [undefined] Помилка: {{Lang}}: немає тексту (допомога): не вказано код мови (допомога)

Гіні зазнав серцевого нападу, після чого він одужав у серпні 2006, але скасував усі публічні заходи на декілька місяців. у цей час він був у графстві Донеґал на святкуванні дня народження Анни Фріль (Anne Friel), жінки драматурга Брайана Фріля (Brian Friel). У лікарні письменник перечитував твори Геннінґа Манкелла, Донни Леон та Роберта Гарріса (Henning Mankell, Donna Leon and Robert Harris).
У 2006 році Гіні присуджено Премію Т. С. Еліота. У січні 2008 року він одержав медаль Каннінгама, найвищу відзнаку Ірландської королівської академії. Цього ж таки року одержав премію Девіда Коена за весь творчий доробок.
Був прихильником об'єднаної Європи й виступав за підтримку Лісабонського договору на референдумі в Ірландії.

## Творчість
Роберт Ловелл називав його найважливішим ірландським поетом після Єйтса. Його книги складають дві третини продажів нинішніх поетів у Британії.
Твори Гіні часто пов'язані з місцинами у Північній Ірландії, де він народився. Говорячи про своє раннє життя, Гіні зауважив:

Я дізнався, що мій місцевий досвід у графстві Деррі, що я його мав за застарілий і безвідносний до «сучасного світу», заслуговував на довіру. Мене навчили цієї довіри й допомогли розповісти про неї.
Оригінальний текст (англ.)
[I learned that my local County Derry experience, which I had considered archaic and irrelevant to 'the modern world' was to be trusted. They taught me that trust and helped me to articulate it.] Помилка: [undefined] Помилка: {{Lang}}: немає тексту (допомога): не вказано код мови (допомога)

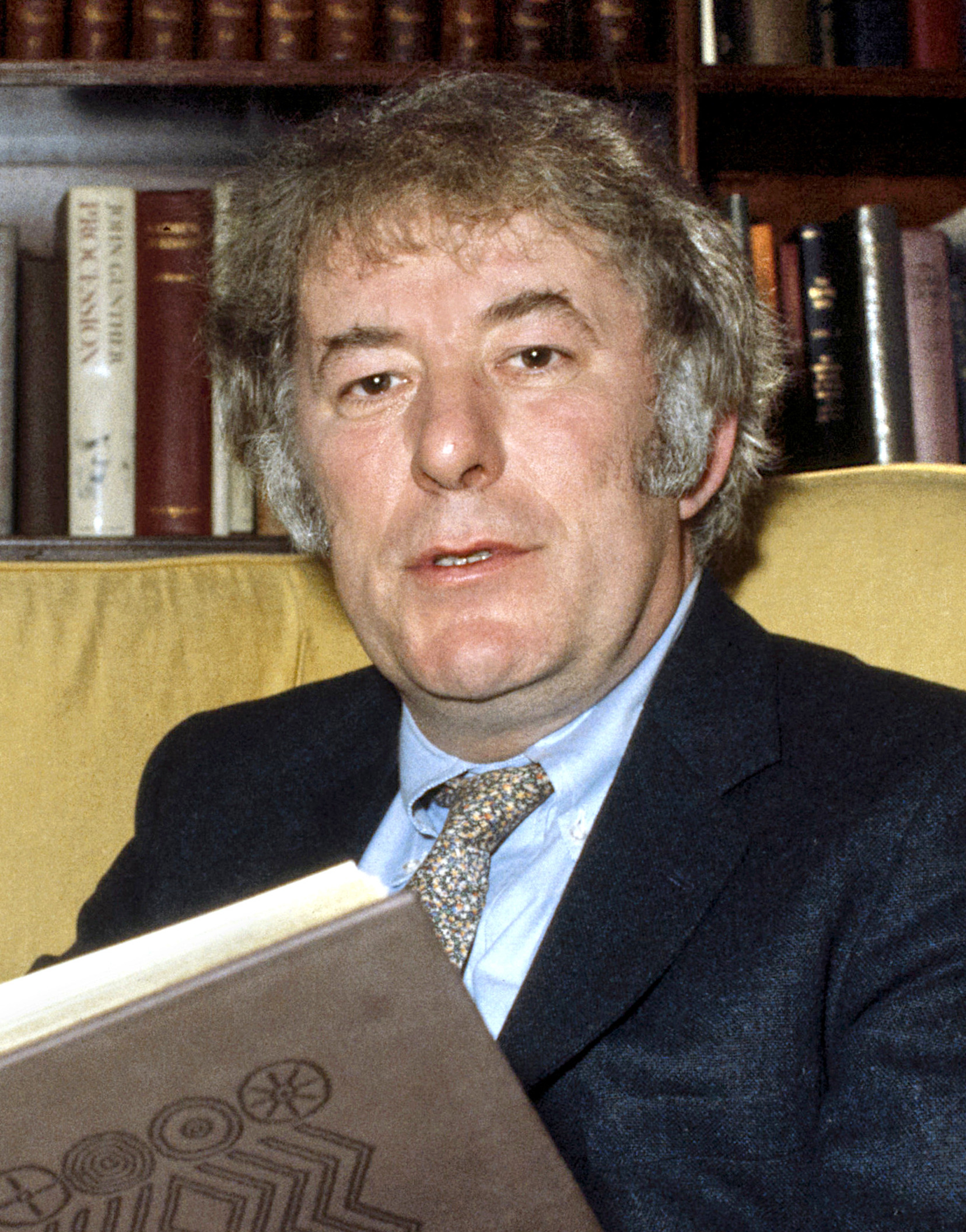
Гіні у 1982

Твори «Смерть натуралісти» (Death of a Naturalist) (1966) та «Двері в темряву» (Door into the Dark) (1969) концентруються на особливостях сільського життя. У віршах зустрічаються й алюзії на релігійні відмінності, що мають місце у Північній Ірландії. Втім, критик Террі Іглтон (англ. Terry Eagleton) називає Гіні освіченим космополітичним лібералом. Хоча насправді Гіні був далекий від аполітичності та космополітизму. Свою точку зору на проблеми Ірландії він висловив чітко. Позиція Гіні чудово описується його словами:

Будь певен — мій паспорт зелений.

Ні склянки не випито нами

на честь королів.
Оригінальний текст (англ.)
[Be advised my passport’s green.

No glass of ours was ever raised

to toast the Queen.] Помилка: [undefined] Помилка: {{Lang}}: немає тексту (допомога): не вказано код мови (допомога)

(Зелений колір — символ незалежності Ірландії, тут чітко простежуються його республіканські приорітети.) Або:

Між пальцями трьома таїться
Перо моє, немов рушниця.

Із 1972 і до кінця свого життя Гіні мешкав у Ірландії.
Як поета і перекладача, його цікавили ситуація із говірками англійської мови, поширеними в Ірландії й деінде та у інші часи, особливостями англійської мови в Ірландії. Англо-саксонські впливи у його поезії досить сильні. Критик W. S. Di Piero зазначає

З кожного приводу: дитинство, сільське життя, політика, культура у Північній Ірландії, минуле й майбутнє інших поетів, Гіні знову й знову звертається до першопочатків мови, досліджуючи її генетичні структури, прагнучи пояснити, як вона слугує, в усіх її змінах, носієм культури, світом для вмісту фантазій й одночасно риторичною зброєю й поживою для духу. Він пише на усі ці теми із винятковою точністю й багатством, з переможним нетерпінням і набутою мудрістю.
Оригінальний текст (англ.)
[Whatever the occasion, childhood, farm life, politics and culture in Northern Ireland, other poets past and present, Heaney strikes time and again at the taproot of language, examining its genetic structures, trying to discover how it has served, in all its changes, as a culture bearer, a world to contain imaginations, at once a rhetorical weapon and nutriment of spirit. He writes of these matters with rare discrimination and resourcefulness, and a winning impatience with received wisdom.] Помилка: [undefined] Помилка: {{Lang}}: немає тексту (допомога): не вказано код мови (допомога)

### Поеми
- Blackberry Picking
- Mid Term Break
- Digging (Faber & Faber, 1966)
- Death of a Naturalist (Faber & Faber, 1966)
- Door into the Dark (Faber & Faber, 1969)
- Wintering Out (Faber & Faber, 1972)
- North(Faber & Faber, 1975)
- Field Work (Faber & Faber, 1979)
- Selected Poems 1965—1975 (Faber & Faber, 1980)
- An Open Letter (Field Day, 1983)
- Station Island (Faber & Faber, 1984)
- The Haw Lantern (Faber & Faber, 1987)
- New Selected Poems 1966—1987 (Faber & Faber, 1990)
- Seeing Things (Faber & Faber, 1991)
- Sweeney's Flight (with Rachel Giese, photographer) (Faber & Faber, 1992)
- The Spirit Level (Faber & Faber, 1996)
- Opened Ground: Poems 1966—1996 (Faber & Faber, 1998)
- Electric Light (Faber & Faber, 2001)
- District and Circle (Faber & Faber, 2006)

### Переклади
- Sweeney Astray: A version from the Irish(Field Day, 1983)
- The Midnight Verdict: Translations from the Irish of Brian Merriman and from *Metamorphoses of Ovid (Gallery Press, 1993)
- Jan Kochanowski: Laments(Faber & Faber, 1995)
- Беовульф (Beowulf) (Faber & Faber, 1999)
- Diary of One Who Vanished(Faber & Faber, 1999)

### Есе
- Preoccupations: Selected Prose 1968—1978(Faber & Faber, 1980)
- The Government of the Tongue(Faber & Faber, 1988)
- The Place of Writing(Emory University, 1989)
- The Redress of Poetry: Oxford Lectures(Faber & Faber, 1995)
- Crediting Poetry: The Nobel Lecture(Gallery Press, 1995)
- Finders Keepers: Selected Prose 1971—2001(Faber & Faber, 2002)

## Українські переклади
- Шеймас Гіні, Відкритий ґрунт. Вибрані твори, пер. Олександра Мокровольського. — Київ: Юніверс, 2008.
- Шеймас Гіні: Відкритий ґрунт, поезії, пер.українською Олександра Мокровольського [Архівовано 27 січня 2012 у Wayback Machine.]
- Шеймас Гіні: Між пальцями трьома таїться Перо моє, немов рушниця